# Teresa Strumiłło-Gburczyk
Teresa Strumiłło-Gburczyk (ur. 16 marca 1951 w Łodzi) – polska koszykarka, trzykrotna mistrzyni i reprezentantka Polski.

## Kariera sportowa
Jest wychowanką MKS Polesie Łódź, w 1967 została zawodniczką ŁKS Łódź, w 1968 została mistrzynią Polski juniorek. Z drużyną seniorską zdobyła trzykrotnie mistrzostwo Polski (1972, 1973, 1974), trzykrotnie wicemistrzostwo Polski (1971, 1975, 1977) i czterokrotnie brązowy medal mistrzostw Polski (1969, 1976, 1978, 1979). W latach 1980–1985 reprezentowała barwy Włókniarza Pabianice, z którym w 1983 wywalczyła brązowy medal mistrzostw Polski
Z reprezentacją Polski juniorek wystąpiła na mistrzostwach Europy w 1969 (4. miejsce). W reprezentacji Polski seniorek zagrała w 166 spotkaniach, w tym czterokrotnie na mistrzostwach Europy (1972 – 9 m., 1974 – 9 m., 1976 – 6 m., 1978 – 5 m.)
Teresa Gburczyk jest matką koszykarki Doroty Gburczyk i żoną koszykarza AZS Toruń Zbigniewa Gburczyka.